# Allia
Az Allia egy kisebb folyó, patak, mely a Tevere folyóba ömlik, 11 mérföldre Rómától. Itt folyt le az alliai csata időszámításunk előtt 387-ben. A csatában a gallok vereséget mértek a római seregekre, majd lerohanták és kifosztották Rómát.

## Fordítás
- Ez a szócikk részben vagy egészben  az   Allia című angol Wikipédia-szócikk ezen változatának fordításán alapul.  Az eredeti cikk szerkesztőit annak laptörténete sorolja fel. Ez a jelzés csupán a megfogalmazás eredetét és a szerzői jogokat jelzi, nem szolgál a cikkben szereplő információk forrásmegjelöléseként.